# 東英大廈
東英大廈（英語：Tung Ying Building）是香港的一座舊式商業大廈，位於九龍尖沙咀彌敦道、加連威老道及加拿分道之間，建於1965年，樓高17層，是當時九龍半島最大的辦公大樓。東英大廈的三層商場以零售時裝、鞋店及沖印公司為主，二樓及三樓主要是醫生及牙醫診所。它是香港其中一座被拆卸著名摩天大廈。

## 歷史

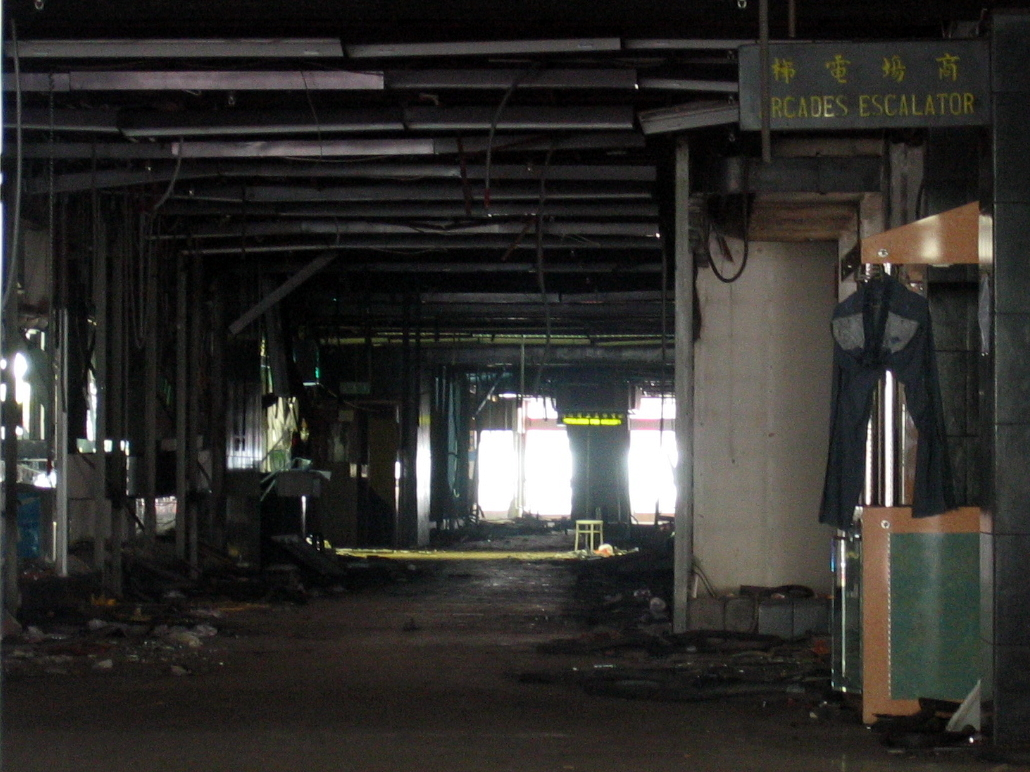
拆卸中的東英大廈通道

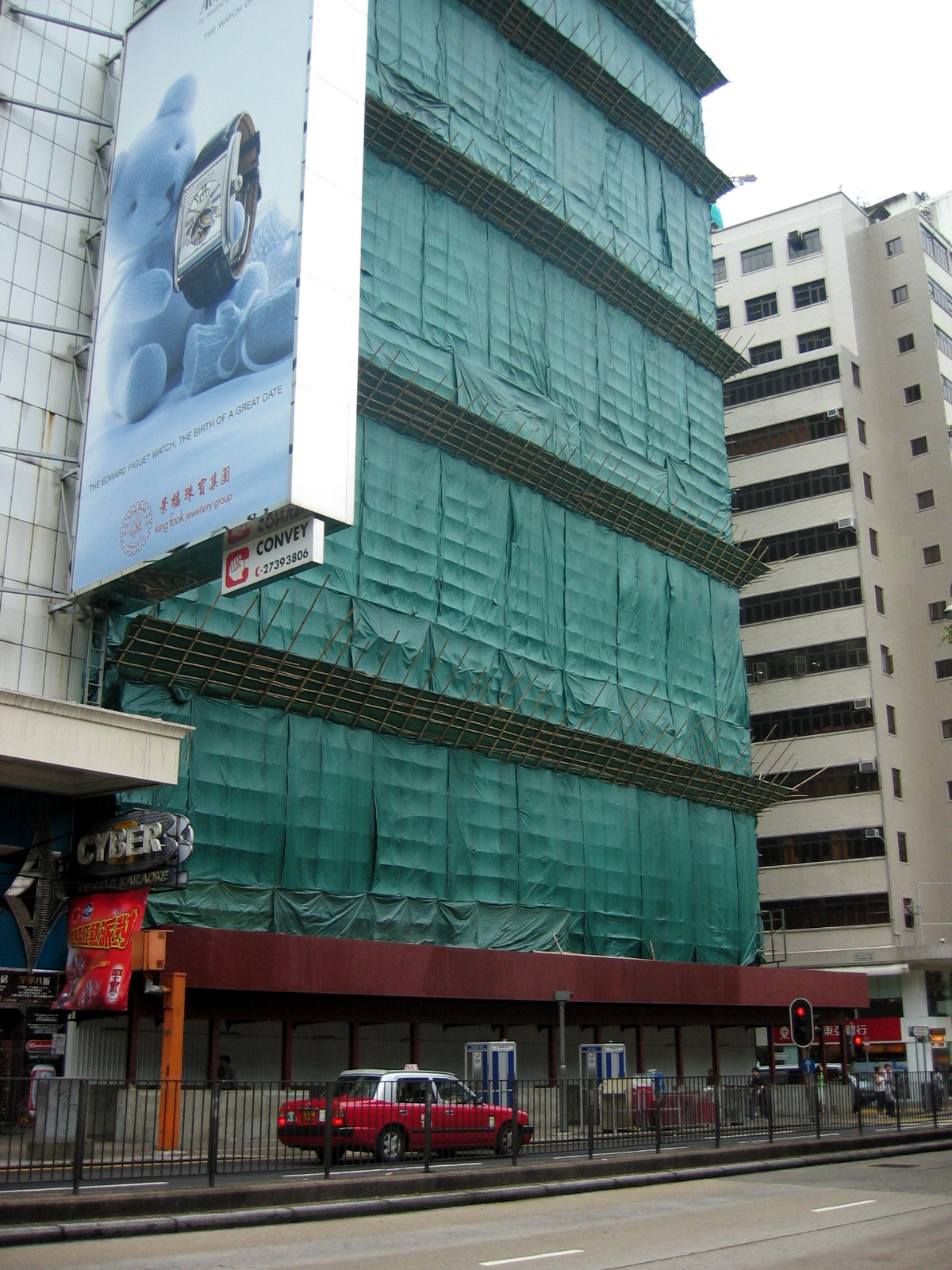
正拆卸的東英大廈（2006年5月）

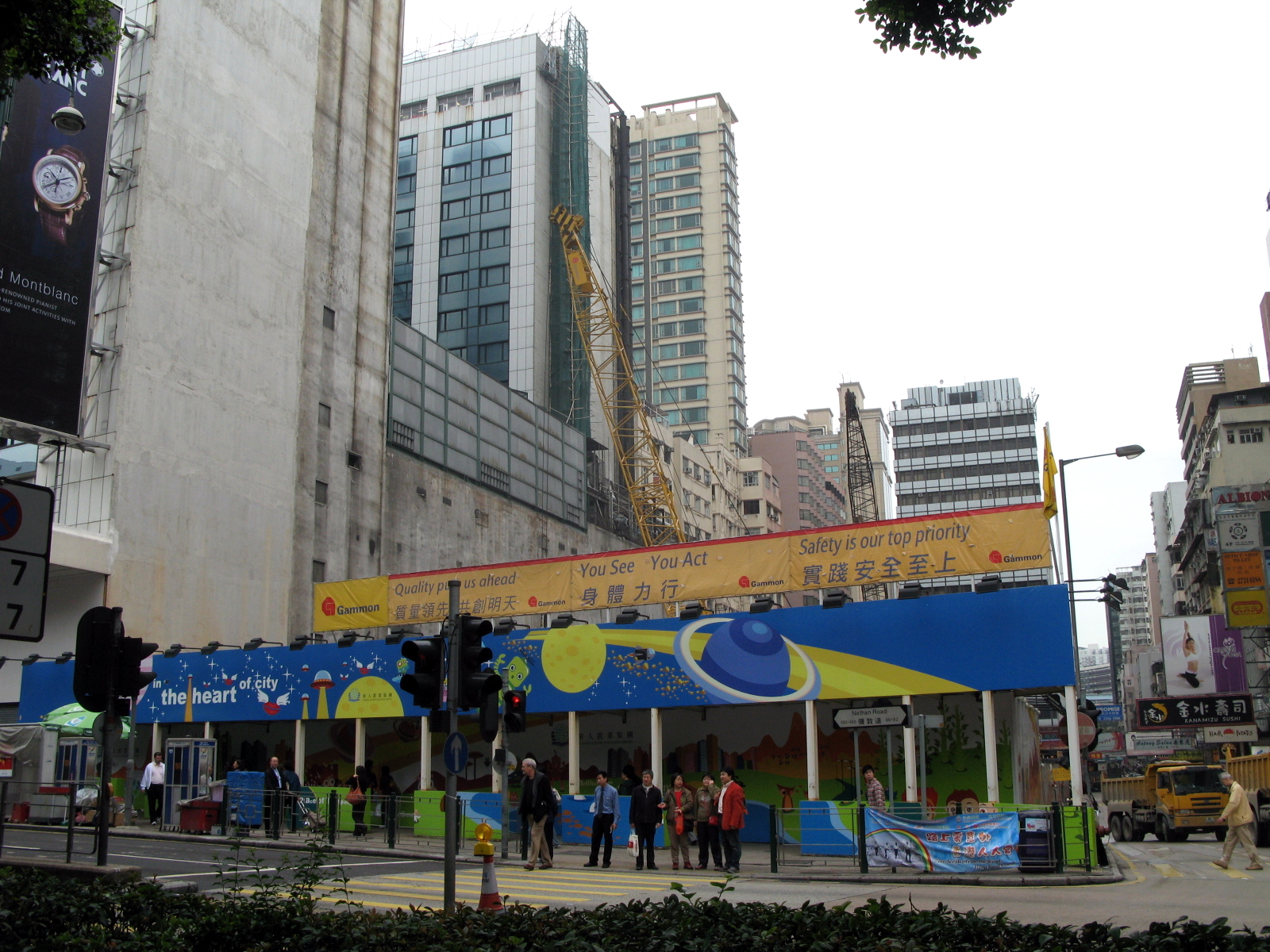
拆卸後的東英大廈（2008年2月）

東英大廈由何東家族興建，並以何東及其元配麥秀英命名。東英大廈的前身是俗稱為「嚤囉村」的Punjab Buildings，早於1900年代以前已建成，原為印度裔士官宿舍，是一排兩層高的斜頂石屋，屋前有小花園，後來地下闢作商鋪。
雖然何東的遺囑表明不能出售這座物業，但其後人最後於2003年樓市低潮時以11億港元將其出售給華人置業。華人置業其後於2005年6月宣佈，擬斥資10億港元於2006年拆卸重建成一座29層銀座式商場，對象主要針對年輕及中檔消費者群，以潮流產品及娛樂設施為賣點。大廈於2006年1月1日午夜起關閉。
由於東英大廈曾孕育香港無數杏林傳奇，故有「名醫搖籃」的稱號。歷年名醫包括粵劇名伶芳艷芬丈夫楊景煌、心臟科泰斗兼醫管局前主席梁智鴻的師父王祖耀、醫管局前行政總裁何兆煒妻子董曉方、腦科專家鄔顯庭等，不計其數，最高峰的時期共有80多位名醫在東英大廈執業。此外，前工務司署鐵路部及西松建設香港辦事處，亦曾分別設於此大廈503A室及1110室。
由於大廈的擁有者、何東家族繼承人何世禮與國民黨關係密切，因此於香港主權移交前，每逢元旦及中華民國國慶，外牆都會掛上中華民國國旗。

## 結構
東英大廈是1960年代的簡約主義典型建築，這類建築還包括已拆卸重建的香港凱悅酒店。東英大廈由彌敦道沿加連威老道到加拿分道，建築面積超過11,000平方米，由阮達祖設計興建，仿照萬宜大廈的設計，在底層安排三層購物廊，內有拆卸前香港最古老的電動扶梯。商場的地下大堂內放有何東銅像，而大廈入口的招牌則是由國民黨元老張群題字。購物廊上為12層的辦公室，在頂層海景住宅單位。
根據1966年東英大廈在報章上的出租廣告，全座大廈均有空氣調節，升降機共有9部，電動扶梯共有6部，更有貨車專用升降機1部。地下為酒樓及店舖，2至3樓為百貨商場，4樓全層為牙醫診所，5至16樓為寫字樓，頂樓為共16500呎的露天花園洋房。當時店舖的租金為港幣每呎1.4至12元，寫字樓的租金則為港幣每呎1.35至1.60元。

## 重建
華人置業於2005年6月宣佈，投資額達25億元重建成一座樓高29層的建築物，命名為The ONE。落成後為全港最高純零售商場，樓面逾40萬平方呎，並與港鐵尖沙咀站連接，項目內已預租4.4萬方呎作戲院用途，提供6間影院共約800個座位。商場於2010年7月1日局部對外開放。

## 鄰近建築
東英大廈鄰近九龍公園及The Mira Hong Kong四星級酒店。大廈附近設有港鐵尖沙咀站B1 出口。

## 資料來源
1. ↑  The Hong Kong Telegraph. . 1923-04-19.
2. ↑  . 香港文匯報. 2005-12-26  [2012-03-30]. （原始内容存档于2013-05-31）.
3. ↑  . 香港工商日報. 1966-10-09.

## 延伸閱讀
- . 香港: 明報周刊. 2011-08: 第54–85頁. ISBN 9789881911377 （中文）.

## 外部連結
- 香港地方：東英大廈（附有圖片集） （页面存档备份，存于）
- 東英大廈地圖 （页面存档备份，存于）